# Higuerote (paroisse civile)
Pour les articles homonymes, voir Higuerote.
Higuerote est l'une des trois paroisses civiles de la municipalité de Brión dans l'État de Miranda au Venezuela. Sa capitale est Higuerote. En 2011, sa population s'élève à 33 214 habitants.

## Géographie

### Démographie
Hormis sa capitale Higuerote, la paroisse civile possède plusieurs localités :
- Aurimar
- Boca Vieja
- Buche
- Campo Mar
- Carenero
- Chirere
- Chirimena
- Ciudad Balneario
- El Aguasal
- El Blanquito
- Guayabal
- Guayacán
- Higuerote
- Las Colonias
- Los Dos Caminos
- Puerto Francés
- Sabana de Oro
- Sotillo
- Vista Linda